# Re:Creators
Re:Creators (レクリエイターズ, Re:Kurieitāzu, stylisé Re:CREATORS) est une série télévisée d'animation japonaise. Il s'agit d'un travail de collaboration entre Shōgakukan et Aniplex, et dont l'œuvre originale est issue de Rei Hiroe qui a également conçu les esquisses des personnages. La production de Re:CREATORS est réalisée par Ei Aoki au sein du studio TROYCA. La série se porte sur l'apparition de plusieurs personnages de manga, d'anime et de jeux vidéo fantasy d'une certaine façon dans le monde réel, mêlant ainsi un aspect de crossover et un style de métafiction.
La série a été diffusée pour la première fois au Japon entre le 8 avril et le 16 septembre 2017, et est exclusivement diffusée à l'étranger par Amazon par l'intermédiaire de son service de vidéo à la demande, Amazon Prime Video,. Par ailleurs, depuis la diffusion de la série, le texte original de l'histoire d'Hiroe pour l'anime est publié sur le site de Shōgakukan Sunday Webry sous le titre de Re:CREATORS NAKED (レクリエイターズ ネイキッド, Re:Kurieitāzu Neikiddo). Il est mis à jour quotidiennement avec un nouveau texte.
Une adaptation en manga, par Daiki Kase, est prépubliée dans le magazine de prépublication Monthly Sunday Gene-X le 19 avril 2017. Deux autres séries de manga spin-off ont été publiées.

## Synopsis
Fin 2016, Sōta Mizushino est un jeune lycéen fan d'anime et rêvant d'écrire son propre light novel. En regardant l'adaptation anime du light novel de mecha Vogelchevalier (精霊機想曲フォーゲルシュバリエ, Seireiki Sōkyoku Fōgerushubarie, litt. « Symphonie élémentaire Vogelchevalier ») pour l'inspiration, la tablette tactile sur laquelle il regardait la série plante et l'entraîne dans le monde de l'anime, où il est témoin d'un combat entre le personnage de l'anime Celejia Upitiria et une mystérieuse jeune fille portant un uniforme militaire. Après que sa tablette plante de nouveau, Sōta retourne dans son monde mais finit par entraîner Celejia avec lui.
Ils découvrent bientôt que plusieurs autres personnages de différentes histoires et formes de médias ont également été amenés dans le monde réel, certains d'entre eux étant alignés avec la fille en uniforme militaire, qui leur a promis les moyens de mettre fin aux conflits de leur monde et de rentrer chez eux, ignorant ses véritables intentions. Pour l'arrêter, Sōta et Celejia acceptent de trouver les autres personnages et de les ramener à la raison ; de sorte que la Princesse à l'uniforme militaire n'entraînera aucune destruction énorme dans les mondes qui existent…

## Personnages

### Personnages principaux
Sōta Mizushino (水篠 颯太, Mizushino Sōta)
Voix japonaise : Daiki Yamashita,,
Un jeune lycéen, qui est accidentellement entraîné dans l'anime de Celejia au début de l'histoire et l'a involontairement ramené dans le monde réel. C'est un personnage timide mais aimable. Il désire réaliser son propre light novel mais a du mal à trouver de l'inspiration pour dessiner. Il découvre finalement la véritable identité d'Altaïr mais choisit à contrecœur de ne pas divulguer cette information à ses camarades. Il était ami avec la créatrice d'Altaïr, Setsuna, jusqu'à ce qu'il devienne jaloux d'elle pour ses compétences de dessin supérieures aux siennes. À cause de ça, il ne prenait pas Setsuna au sérieux quand elle a été accusée de plagiat et a même senti une satisfaction dans ses souffrances. Cependant, après avoir appris son suicide, il en a été traumatisé tout en étant dégoûté de lui-même. En raison de cela, lorsqu'il a appris la véritable identité d'Altaïr, il a d'abord gardé ce secret des autres, étant incapable de faire face à ses démons. Toutefois, il finit par avancer et se résolut d'arrêter Altaïr pour expier ses actions.
Celejia Upitiria (セレジア・ユピティリア, Serejia Yupitiria)
Voix japonaise : Mikako Komatsu,,
La principale protagoniste féminine de l'anime Vogelchevalier, qui a été adaptée du light novel du même nom, et ainsi que l'héroïne principale de Re:CREATORS. Bien qu'étant une princesse et chevalière, celle-ci se bat au côté de son partenaire Charon contre les antagonistes de son monde. Après avoir été envoyée dans le monde réel et appris qu'elle était un personnage de fiction, elle s'efforça d'abord de s'adapter à la situation mais finit par s'accorder avec. Étant donné qu'elle vient de l'anime, elle ne sait pas ce qui lui arrive dans les light novels. Elle avait une relation compliquée avec son créateur, Takashi ; même s'ils ne s'entendaient pas pendant un certain temps, ils avaient finalement gagné un respect mutuel l'un pour l'autre. Elle possédait un large éventail de pouvoirs, qui incluent le vol dans les airs, des capacités de combat rapproché ou à l'épée et l'utilisation d'un énorme mecha blanc-argenté de combat appelé Vogelchevalier, jusqu'à ce qu'il soit détruit par Altaïr. En conséquence, Celejia avait été très désavantagée lors des combats contre des personnages plus puissants. Finalement, elle retrouva Vogelchevalier avec l'aide de Meteora mais elle le détruisit plus tard en se sacrifiant au passage pour éliminer Charon.
Meteora Österreich (メテオラ・エスターライヒ, Meteora Esutāraihi)
Voix japonaise : Inori Minase,, ; Sayaka Ohara (Forme illusoire ; Épisode 13)
Un PNJ du tutoriel d'un RPG appelé Tsuioku no Avaruken (追憶のアヴァルケン, litt. « Les Souvenirs d'Avalken »). Elle est une intellectuelle silencieuse et stoïque qui parle sur un ton lent et direct. Cependant, elle a été perçue comme étant attentive à son entourage, tel que la tentative de faire une blague pour encourager Sōta, toutefois la plaisanterie a été si mauvaise que personne n'a été impressionné. Elle est aussi un peu gourmande, appréciant la cuisine du monde réel. Elle est capable de voler dans les airs ainsi que de créer des boucliers magiques, mais manquant de capacités offensives, elle s'appuie sur l'artillerie du monde réel pour compenser sa faiblesse. Son Créateur, le concepteur de Tsuioku no Avaruken, est déjà décédé.
Princesse à l'uniforme militaire (軍服の姫君, Gunpuku No Himegimi) / Altaïr (アルタイル, Arutairu)
Voix japonaise : Aki Toyosaki,,
Une jeune fille mystérieuse qui porte une tenue ressemblant à un uniforme militaire et qui peut voyager librement entre les mondes. C'est elle qui a rassemblé les autres personnages de fiction en leur promettant qu'en renversant leurs créateurs, ils pourront les forcer à améliorer les conditions de vie de leur monde. Bien qu'en réalité, elle vise la destruction du monde réel par haine et chagrin pour la mort de sa créatrice. Il est révélé plus tard que son véritable nom est Altaïr, et qu'elle est une création basée sur Shirotsumekusa (シロツメクサ), un personnage du jeu social Yūkyū Taisen Megarosufia (悠久大戦メガロスフィア, litt. « Guerre éternelle Mégalosphère »), de la défunte amie de Sōta, Setsuna Shimasaki. Elle apparaît la première fois dans le clip Altaïr: World Étude. Dû à son existence indépendante sans une véritable histoire, Altaïr est capable d'adapter et d'accaparer les puissances des fan-fictions à son sujet, la rendant presque invincible. C'est la raison pour laquelle elle dispose d'une quantité presque infinie de capacités, telles que « Holopsicon » qui lui permet de voler, de manipuler des dizaines d'épées à travers la télékinésie à la fois pour les attaques et la défense, ou celui aussi de vaporiser des objets physiques ou de les transformer, d'en créer des copies et ainsi que de se téléporter. Néanmoins, l'usage excessif de ces capacités entraînera son élimination du monde réel et son retour dans le sien.

### Créations
Les Créations (被造物, Hizōbutsu) sont des personnages de fictions tirés de diverses formes de divertissement 2D tels que les anime, les mangas, les light novels ou les jeux vidéo par la « Princesse à l'uniforme militaire ». Tout comme dans leur monde respectif, ils sont capables d'utiliser leurs propres pouvoirs, ce qui les rend déséquilibrés avec les humains normaux dans le monde réel. Les personnages pouvant sortir de leur univers sont ceux qui sont « assez » populaires.
Alicetaria February (アリステリア・フェブラリィ, Arisuteria Feburarī)
Voix japonaise : Yōko Hikasa,,
Une jeune femme, fille de noble et protagoniste de la franchise du manga et de l'anime de fantasy intitulée Hiiro no Arisuteria (緋色のアリステリア, litt. « Alicetelia l'écarlate »). Une guerrière impitoyable et héroïque qui veut simplement sauver son peuple, elle soutient Altaïr et exprime une haine intense envers son créateur pour avoir créé son monde dans un cadre si sombre pour le « divertissement ». Elle se bat avec une lance et possède le « Gantelet de Gotz von Berlichingen », qui lui permet de lancer de puissants sorts magiques, elle peut également invoquer un Pégase pour le monter et des soldats pour se battre à ses côtés. Elle était l'alliée la plus proche de Mamika et elle l'appelait Alice pour fait court. Elle a fini par trahir Altaïr après avoir réalisé qu'elle était celle qui avait tué Mamika. Malheureusement, lors d'une tentative pour l'éliminer en utilisant le pouvoir de son gantelet et en la transperçant avec sa lance, Altaïr utilise l'une de ses capacités qui permet de renvoyer tous les dégâts qu'elle se prend, ainsi Alice meurt par ses propres attaques.
Mamika Kirameki (煌樹 まみか, Kirameki Mamika)
Voix japonaise : Rie Murakawa,,
Une jeune fille qui est le protagoniste de la série anime de magical girl de la série Magical Slayer Mamika (マジカルスレイヤー・まみか, Majikaru Sureiyā Mamika). Elle peut voler dans les airs et tirer des projectiles magiques en forme de cœur. Bien qu'elles ne soient pas dangereuses dans son propre monde, ses attaques sont devenues mortelles maintenant qu'elle se trouve dans le monde réel, et plus particulièrement son sort ultime appelé « Magical Splash Flare ». Elle était d'abord très naïve, essayant de raisonner avec les autres, mais a rapidement eu recours à des combats s'ils ne sont pas d'accord avec elle. Cependant, en réalisant l'hypocrisie de ses actions et de son pouvoir destructeur, elle commence à s'interroger. Elle a continué à avoir peur de son propre pouvoir, mais finit par la surmonter pour protéger les autres. Alors qu'elle était un partisan de Altaïr, elle se retourne contre elle après avoir découvert ses véritables motifs. Elle meurt après avoir succombé aux blessures qu'elle a subies lors du combat contre Altaïr.
Yūya Mirokuji (弥勒寺 優夜, Mirokuji Yūya)
Voix japonaise : Ken'ichi Suzumura,,
Un jeune homme qui est le principal antagoniste du manga d'action Underground -Dark Night- (閉鎖区underground-dark night-, Heisaku Underground -dark night-). Autrefois le capitaine d'un avant-poste militaire, il était également le meilleur ami de Shō jusqu'à ce qu'il ait tué leur ami au commun et la sœur de Shō et abandonné l'équipe. Bien qu'en réalité, il n'a tué personne et a été accusé par le véritable antagoniste de l'histoire. Il a ensuite fondé l'organisation « Arajin » et pris le contrôle de la circonscription d'Adachi, qui est devenue une zone sans loi à la suite d'une catastrophe naturelle. Au même moment, il a été pris pour le responsable du meurtre de l'ami et de la sœur de Shō, ce qui a amené ce dernier à vouloir se venger. Il se bat en utilisant un bokken indestructible appelé « Kuronagimaru » qui peut produire de puissantes rafales d'air, Yūya possède également la capacité d'invoquer, appelée « Astral Double », un esprit d'une samouraï nommée Hangaku pour se battre à ses côtés, bien qu'il perd temporairement cette capacité à cause de Magane quand elle a utilisé ses pouvoirs sur lui.En arrivant dans le monde réel, il ne montre aucun intérêt à modifier son monde, en restant indépendant au début de la série, son seul désir étant de trouver de puissants adversaires pour se battre ; toutefois, il finit par s'allier avec le groupe de Sōta en raison de son antipathie personnelle envers Altaïr. Il est apparemment assez populaire auprès des filles dans le monde réel.
Rui Kanoya (鹿屋 瑠偉, Kanoya Rui)
Voix japonaise : Sora Amamiya,,
Rui est le protagoniste de l'anime de mecha Mugen Shinki Monomagia (無限神機モノマギア, litt. « Machine divine de l'infinie Monomagia »). En l'an 2124, il est le protecteur de la ville virtuelle Energia Ichihara contre les envahisseurs appelés Ione. Il pilote le robot géant « Gigas Machina », qui est équipé d'un grand arsenal d'armes futuristes. Étant un enfant soldat dans son monde, Rui a été constamment poussé sur le champ de bataille, n'ayant jamais eu la chance de profiter de la vie ou même de sortir à un rencard. Ainsi, en venant au monde réel, il profite de l'occasion pour profiter de la vie comme il le peut. Alors qu'il est normalement assez énergique, il se plaint aussi facilement. Il est aussi un peu glouton, grignotant beaucoup car les créations ne grossissent pas. Il est également attiré par des filles plus jeunes que lui. Lors de son combat contre Charon, il se fait amocher amèrement mais finit tout de même par l'éliminer, tout cela grâce au sacrifice de Celejia qui se jeta sur lui et utilisa un sort pour paralyser leur Vogelchevalier.
Magane Chikujōin (築城院 真鍳, Chikujōin Magane)
Voix japonaise : Māya Sakamoto,,
Un personnage antagoniste de la série de light novel et d'anime Yasōkiroku (夜窓鬼録, litt. « Enregistrement du démon de la fenêtre de la nuit »). D'apparence, elle semble être une simple lycéenne énergique, mais elle est véritable une meurtrière psychotique qui aime jouer avec les émotions des autres et ne montre aucun remords pour tuer des innocents, elle a notamment tué l'ensemble des élèves de son académie. Elle possède une capacité appelée « Tromperie infinie des mots » qui lui permet de tordre la réalité à travers des mensonges et la tromperie; en racontant un mensonge et en manipulant quelqu'un pour qu'il rejette cette affirmation, il crée un « mensonge d'un mensonge » qui, par procuration, rend la réclamation initiale réelle. Elle parvient par la suite à prendre le contrôle de l'« Astral Double » de Yūya, Hangaku, mais lui rend après en avoir été fatiguée. En arrivant dans le monde réel, elle agit comme un facteur de chaos, ne s'alliant avec personne et causant des ennuis dans les deux camps, tout en profitant de l'occasion pour vivre tous ses fantasmes tordus.
Blitz Talker (ブリッツ・トーカー, Burittsu Tōkā)
Voix japonaise : Atsushi Ono (ja),,
Un personnage secondaire de l'anime et du manga cyberpunk Code · Babylon. Un ex-détective d'âge mûr, il est le partenaire du personnage principal. Il travaille pour le bureau de détective Flashlight, spécialisé dans la chasse aux demi-humains et aux monstres synthétiques. Il a également eu une fille, Erina, qu'il a été forcé de tuer pour empêcher l'apparition d'un monstre. Il possède une montre qui lui permet de voler dans les airs et de se battre en utilisant un pistolet. Il possède également des balles spéciales appelées « Gravity Bombs », qui sont assez puissantes pour percer les boucliers magiques de Meteora. En arrivant dans le monde réel, il rejoint les côtés d'Altaïr, mais prétend seulement le faire dans le cadre d'un accord pour le renvoyer dans son monde, auquel il n'est pas intéressé à modifier. C'est un subterfuge, peu importe comment, c'est en fait parce qu'il veut la protéger, car elle lui rappelle sa fille décédée. Cependant, Shunma a ressuscité Erina et lui a donné l'option de retourner avec elle dans leur monde, l'incitant à trahir Altaïr.
Hikayu Hoshikawa (星河 ひかゆ, Hoshikawa Hikayu)
Voix japonaise : Shiina Natsukawa,
Une bishōjo et l'héroïne principale de la version de tout âge d'un jeu de drague pour adultes intitulé Hoshizora Milky☆Way (ほしぞらミルキー☆ウェイ, litt. « La Voie lactée d'un ciel étoilé »). Elle apparaît pour la première fois devant Celejia et Rui en aidant des enfants perdus. D'une personnalité craintive et du fait qu'elle est une lycéenne banale, elle ne possède aucune capacité pour se battre ; ainsi, son créateur a eu l'idée de créer un fan disc pour lui en donner. Selon Masaaki, son seul et unique ancien talent était de montrer ses culottes et de séduire des hommes. Grâce à l'idée de Nishio Ōnishi, elle peut désormais se battre en utilisant un nunchaku et une force monstrueuse tout en se surnommant l'« Extreme Final Legend Martial Artist », même si elle en est embarrassée.
Shō Hakua (白亜 翔, Hakua Shō)
Voix japonaise : Nobuhiko Okamoto,
Le protagoniste du manga d'action Underground -Dark Night-. Il était autrefois le meilleur ami de Yūya et a servi sous lui comme membre d'un avant-poste militaire, jusqu'à ce que Yūya ait tué leur ami en commun et la jeune sœur de Shō et abandonné l'équipe. Par la suite, il se voit accorder la capacité d'invoquer, appelée « Astral Double », un esprit nommé Bayard par un diseur de bonne aventure et a voyagé jusqu'à Adachi pour se venger de Yūya. Même si en réalité, il s'agissait de ce diseur de bonne aventure qui était le responsable de la mort de son ami et de sa petite sœur et a accusé Yūya d'en être le coupable. Il se bat avec un sansetsukon rétractable et peut invoquer Bayard pour se battre à ses côtés. Cet esprit a également la capacité d'attaquer en se matérialisant à partir des reflets. Apparu en même que Hikayu dans le monde réel, il a rejoint de lui-même le groupe d'Altaïr tout simplement car elle était l'ennemi de Yūya.
Erina Talker (エリナ・トーカー, Erina Tōkā)
Voix japonaise : Manaka Iwami (ja)
La fille de Blitz de Code · Babylon. Elle a été tuée par son père afin d'empêcher l'apparition d'un monstre, mais elle a été ramenée à la vie par Shunma Suruga lors du festival « Elimination Chamber ». Elle est la cause de la trahison de Blitz contre Altaïr.
Charon Seiga (カロン・セイガ, Karon Seiga)
Voix japonaise : Daisuke Ono
Le principal protagoniste de Vogelchevalier. Il est un ami de longue date de Celejia, dont elle éprouvait des sentiments à son égard. Il s'est rangé du côté d'Altaïr pour pouvoir changer la situation de son monde, Earthmelia, car au fur et à mesure que son histoire progressait, il devenait de plus en plus fatigué des combats apparemment sans fin. Il est également un épéiste talentueux et manipule aussi une version sombre de Vogelchevalier, donnant notamment du fil à retordre à Rui qui en sort affreusement blessé, Celejia affirmant elle-même qu'elle ne peut vaincre Charon, finalement c'est par le sacrifice de Celejia que Charon meurt, emporté par l'explosion de leur Vogelchevalier.

### Créateurs
Les Créateurs (創造主, Sōzōnushi) sont des personnes qui ont créé les Créations. Ils peuvent être le scénariste, le character designer, le concepteur ou l'auteur des séries. Ils sont en mesure d'« améliorer » leurs personnages respectifs s'ils ont reçu une réponse positive suffisante de la part du public.
Takashi Matsubara (松原 祟, Matsubara Takashi) (de son véritable nom: Takeshi Ōsawa (大沢 武志, Ōsawa Takeshi))
Voix japonaise : Katsuyuki Konishi,
L'auteur du light novel Vogelchevalier. Bien que lui et Celejia s'étaient au départ disputés sur son attitude envers elle, il a développé un plus grand sens respect pour elle, et a commencé s'occuper d'elle comme sa propre fille.
Marine (まりね) (de son véritable nom: Ayano Kōra (皇浦 綾乃, Kōra Ayano))
Voix japonaise : Hisako Kanemoto,
L'illustratrice et la character designer originale du light novel Vogelchevalier. Elle loge Celejia et Meteora chez elle puisque Sōta ne pouvait pas continuer à subvenir à leurs besoins. Elle est plutôt peu sûre de ses illustrations, pensant qu'elles sont inférieures à celles d'autres grands illustrateurs. Cependant, elle utilise ce manque d'assurance comme une volonté de continuer à améliorer ses compétences de dessin.
Masaaki Nakanogane (中乃鐘 昌明, Nakanogane Masaaki)
Voix japonaise : Ryō Sugisaki (ja),
Le scénariste de l'anime Mugen Shinki Monomagia et créateur de Rui Kanoya. C'est un vieil ami de Nishio Ōnishi, en temps de pause, ils se rendaient souvent dans des maid cafés.
Gai Takarada (高良田 概, Takarada Gai) (de son véritable nom: Naoya Takarada (宝田 直也, Takarada Naoya))
Voix japonaise : Jun'ichi Yanagita (ja),
Il est l'auteur original de Hiiro no Arisuteria, il a été enlevé par Alicetaria et emmené à la cachette d'Altaïr après qu'il a demandé de l'aide à un commissariat pour le protéger. Il était enfermé pendant un certain temps dans une salle sombre tout en étant obligé de rédiger une meilleure fin pour sa série de light novels jusqu'à que Alicetaria ait été persuadée par Sōta, le libérant pour retrouver sa liberté de création. Après sa détention, il se joint au groupe des Créateurs dans l'effort pour vaincre Altaïr. Choqué, il versa toutes les larmes de son corps à la suite de la mort de sa vaillante héroïne qui a tenté de tuer Altaïr.
Shunma Suruga (駿河 駿馬, Suruga Shunma) (de son véritable nom: Chika Ōsawa (大沢 智加, Ōsawa Chika))
Voix japonaise : Minako Kotobuki,
Elle est l'auteur de la série manga Code · Babylon. En raison de son nom de plume et de son style artistique, elle est souvent prise pour un homme. En raison de ses récits rejetés par son public à la longue, elle s'est développée très cyniquement envers l'industrie du divertissement. Cela lui permet également d'aller très loin pour s'assurer que ses histoires restent intéressantes, même si cela signifie tuer ses personnages d'une façon horrible.
Ryō Yatōji (八頭司 遼, Yatōji Ryō) (de son véritable nom: Ryōsuke Gōda (合田 亮介, Gōda Ryōsuke))
Voix japonaise : Daiki Hamano (ja),
Il est l'auteur de la série manga Underground -Dark Night-. En dépit de sa personnalité ignorante, il se préoccupe tout de même des gens autour de lui, ce à quoi Suruga l'appelle « tsundere ».
Tenkyū Kurakuma (鞍隈 天球, Kurakuma Tenkyū)
L'auteur original de Yasōkiroku, il a été tué par Magane dans son appartement.
Nobuyuki Sakamoto (坂本 宣之, Sakamoto Nobuyuki)
Le concepteur du jeu vidéo Tsuioku no Avaruken. Avant que l'histoire ne commence, il est victime d'un accident de voiture et décède peu de temps après.
Setsuna Shimazaki (シマザキ セツナ, Shimazaki Setsuna) (de son véritable nom: Yuna Shimazaki (島崎 由那, Shimazaki Yuna))
Voix japonaise : Ayaka Ōhashi
Shimazaki est la créatrice de la vidéo en ligne appelée Altaïr: World Étude, là d'où vient Altaïr. Elle et Sōta étaient des amis jusqu'à ce qu'ils se soient séparés une fois qu'elle est devenue une dessinatrice populaire. Cependant, sa popularité a fait que les jaloux de son succès l'accusent de plagiat, ce qui l'a amenée à se suicider avant le début de la série. Sa mort entame les événements de la série, provoquant ainsi à la fois la haine d'Altaïr envers l'humanité et le dégoût de Sōta contre lui-même.
Nishio Ōnishi (大西 にしお, Ōnishi Nishio)
Voix japonaise : Jun Fukushima (ja),
Le scénariste d'Hoshizora Milky☆Way appartenant à Hyper Tension Co., Ltd.. D'une personnalité enjouée et positive, c'est un vieil ami de Masaaki Nakanogane, ils avaient l'habitude de se rendre dans des maid cafés quand ils étaient libres. Il est un énorme otaku et un pervers qui est tombé amoureux de sa propre création.

### Autres
Aki Kikuchihara (菊地原 亜希, Kikuchihara Aki)
Voix japonaise : Ayumi Tsunematsu (ja),
Agent du gouvernement responsable de la coordination générale du Comité des Contre-Mesures des Situations Spéciales, elle est chargée de réagir face aux personnages apparaissant dans le monde réel.

## Productions et supports

### Manga
Une adaptation en manga dessiné par Daiki Kase est lancée dans le numéro de mai 2017 du magazine de prépublication de seinen manga Monthly Sunday Gene-X, paru le 19 avril 2017,. Les chapitres sont rassemblés et édités dans le format tankōbon par Shōgakukan avec le premier volume publié en août 2017 ; la série sera composée au total de six volumes tankōbon.
Une autre adaptation manga par Yūki Kase servant de spin-off à la série principale et se concentrant sur un ensemble différent de personnages, intitulée Re:CREATORS One More! (Re:CREATORS わんもあ！), est prépubliée dans le magazine Monthly Shōnen Sunday du même éditeur. Lancée le 12 juin 2017, il a été annoncé que la série se terminerait le 10 novembre de la même année. Un seul volume tankōbon a été publié, sorti le 19 décembre 2017.
Un second spin-off a été annoncé sur le compte officiel du magazine Sunday GX de Shōgakukan le 4 août 2017. Dessiné par Tatsuhiko Ida, Chikujōin-san Hashagisugi (築城院さんハシャギ過ぎ, litt. « Chikujōin-san prend beaucoup de plaisir ») est publié sur le site Sunday Webry entre le 6 août et le 5 novembre 2017. Le manga se centre sur le personnage extravagant de Magane Chikujōin,. Le numéro de novembre 2017 du Sunday GX, publié le 19 octobre 2017, liste le manga avec qu'un seul volume tankōbon publié le 19 décembre.

#### Liste des tomes

##### Re:CREATORS
| no                                                                                  | Japonais          | Japonais                                                                 |
| no                                                                                  | Date de sortie    | ISBN                                                                     |
| ----------------------------------------------------------------------------------- | ----------------- | ------------------------------------------------------------------------ |
| 1                                                                                   | 7 août 2017       | 978-4-09-157496-1                                                        |
| 2                                                                                   | 19 décembre 2017  | 978-4-09-157507-4                                                        |
| 3                                                                                   | 19 juillet 2018   | 978-4-09-157536-4                                                        |
| 3                                                                                   | 19 novembre 2018, | 978-4-09-157548-7 (édition standard) 978-4-09-943033-7 (édition limitée) |
| EXTRA : L'édition limitée de ce volume est comprise avec des cartes d'illustration. |                   |                                                                          |
| 5                                                                                   | 19 juillet 2019   | 978-4-09-157569-2                                                        |
| 6                                                                                   | 19 décembre 2019  | 978-4-09-157582-1                                                        |

##### Re:CREATORS One More!
| no | Japonais         | Japonais          |
| no | Date de sortie   | ISBN              |
| -- | ---------------- | ----------------- |
| 1  | 19 décembre 2017 | 978-4-09-128064-0 |

##### Chikujōin-san Hashagisugi
| no | Japonais         | Japonais          |
| no | Date de sortie   | ISBN              |
| -- | ---------------- | ----------------- |
| 1  | 19 décembre 2017 | 978-4-09-157509-8 |

### Romans
Depuis le début jusqu'à la fin de la diffusion de la série, le texte original de l'histoire de la série était publié quotidiennement sur le site de Shōgakukan Sunday Webry sous le titre de Re:CREATORS NAKED (レクリエイターズ ネイキッド, Re:Kurieitāzu Neikiddo),. Deux volumes reliés sont sortis en automne 2017.
Une série de deux romans adaptant l'anime est publiée par Shōgakukan entre août et octobre 2017. Mika Toyoda en est l'auteur.

#### Liste des volumes

##### Re:CREATORS NAKED
| no | Japonais            | Japonais          | Japonais          |
| no | Titre               | Date de sortie    | ISBN              |
| -- | ------------------- | ----------------- | ----------------- |
| 1  | Re:CREATORS NAKED 1 | 13 septembre 2017 | 978-4-09-179235-8 |
| 2  | Re:CREATORS NAKED 2 | 17 octobre 2017   | 978-4-09-179236-5 |

##### Re:CREATORS
| no | Japonais                               | Japonais       | Japonais          |
| no | Titre                                  | Date de sortie | ISBN              |
| -- | -------------------------------------- | -------------- | ----------------- |
| 1  | Re:Kurieitāzu-jō (レクリエイターズ 上) | 8 août 2017    | 978-4-09-406437-7 |
| 2  | Re:Kurieitāzu-ka (レクリエイターズ 下) | 6 octobre 2017 | 978-4-09-406461-2 |

### Anime
Le concept original de Re:CREATORS est une production de Rei Hiroe et est réalisé par Ei Aoki au studio TROYCA. Les characters designs sont réalisés par Hiroe tandis que Ryuichi Makino a fourni les designs les plus adaptés; Hiroyuki Sawano a composé la musique pour l'anime. La série a été diffusée pour la première fois entre le 8 avril et le 16 septembre 2017 sur Tokyo MX et sur d'autres réseaux télévisés, Re:CREATORS est diffusée à l'étranger par le service de vidéo à la demande d'Amazon, Amazon Prime Video,. L'anime se compose de 22 épisodes avec trois programmes spéciaux,.

#### Liste des épisodes
| No | Titre français | Titre japonais                                                                                                   | Titre japonais                          | Date de 1re diffusion |
| No | Titre français | Kanji | Rōmaji                                  | Date de 1re diffusion |
| -- | --- | --- | --------------------------------------- | --------------------- |
| 1  | Un merveilleux voyage « Je me souviendrai de tout ce qu'il m'est arrivé. »                                                        | 素晴らしき航海 I will remember everything that happened to me.                                                   | Subarashiki kōkai                       | 8 avril 2017          |
| 2  | Un mec cool et de la dynamite « … Ce n'était pas drôle. »                                                                         | ダイナマイトとクールガイ …… that wasn't funny.                                                                   | Dainamaito to kūrugai                   | 15 avril 2017         |
| 3  | Un Quotidien extraordinaire pour une personne ordinaire « Ne te préoccupe pas de ce que disent les autres. Sois juste toi-même. » | 平凡にして非凡なる日常 Don't worry about what others said. Just be yourself.                                     | Heibon ni shite hibon'naru nichijō      | 22 avril 2017         |
| 4  | À ce moment-là, je lui ai dit bonjour « Dans ce cas, je veux protéger ce qu'il aimait. »                                          | そのときは彼によろしく If so, I want to protect what he loved.                                                   | Sono toki wa kare ni yoroshiku          | 29 avril 2017         |
| 5  | Le Fond de l'eau est plus froid ici que partout ailleurs « Alors, pourquoi ne pas aussi faire une soirée entre mecs? »            | どこよりも冷たいこの水の底 So, why don't we have ourselves a guys' night out?                                    | Doko yori mo tsumetai kono mizu no soko | 6 mai 2017            |
| 6  | La Jeune Fille porteuse d'amour « Tu es celle qui sait où réside la justice. »                                                    | いのち短し恋せよ乙女 You are the one who knows where justice lies.                                               | Inochi mijikashi koiseyo otome          | 13 mai 2017           |
| 7  | Une petite apocalypse « Mais je ne veux pas me tromper, pour le bien des gens dans mon histoire. »                                | 世界の小さな終末 I don't want to make a mistake for the sake of the people who are in my story.                  | Sekai no chīsana shūmatsu               | 20 mai 2017           |
| 8  | Tout ce qui est en mon pouvoir « J'ai choisi cette vie. »                                                                         | わたしにできるすべてのこと I CHOSE this way of life.                                                             | Watashi ni dekiru subete no koto        | 27 mai 2017           |
| 9  | La Jeune Fille en pleine floraison creuse un trou « Ce monde exige choix et résolution. »                                         | 花咲く乙女よ穴を掘れ This world requires choice and resolution.                                                  | Hanasaku otome yo ana o hore            | 3 juin 2017           |
| 10 | Ne bouge pas, meurs, revis! « Nous savons exactement comment tu penses et comment tu te bats! »                                   | 動くな、死ね、甦れ! We know exactly how you think and how you're fighting!                                       | Ugoku na, shine, yomigaere!             | 10 juin 2017          |
| 11 | Le Monstre sous l'avant-toit « Nous ne pouvons pas décider où nous allons, mais toi tu peux. »                                    | 軒下のモンスター We cannot decide where we go but you can.                                                       | Nokishita no Monsutā                    | 17 juin 2017          |
| 12 | Il est trop tôt pour le générique de fin « Soyez désespéré et attirez quelque chose de fascinant. »                               | エンドロールには早すぎる Be desperate and draw something fascinating.                                            | Endorōru ni wa hayasugiru               | 24 juin 2017          |
| 13 | Le Chemin habituel, celui du retour « Une histoire imprévisible que personne ne sait où cela se produit. »                        | いつものより道もどり道 An unpredictable story that no one knows where it's leading to.                           | Itsumo no yori michi modorimichi        | 1er juillet 2017      |
| 14 | La Raison pour laquelle nous voyageons « Je me sens mal et si inutile que je veux en pleurer, mais c'est amusant pourtant. »      | ぼくらが旅に出る理由 I feel painful and so useless that I want to cry but it's fun nevertheless.                 | Boku-ra ga tabi ni deru riyū            | 8 juillet 2017        |
| 15 | Les Vagues approchent la fin de l'errance « C'est parfait! Elle ne pourrait pas être encore plus parfaite! »                      | さまよいの果て波は寄せる This is perfect! She couldn't have been any more perfect!                               | Samayoi no Hate Nami wa Yoseru          | 15 juillet 2017       |
| 16 | Des jours merveilleux « C'est ici que ça commence, n'est-ce pas? »                                                                | すばらしい日々 This is the actual beginning, isn't it?                                                           | Subarashī hibi                          | 29 juillet 2017       |
| 17 | Le Rythme de la pluie pour détruire le toit du monde « Je veux dire, je suis le CRÉATEUR. »                                       | 世界の屋根を撃つ雨のリズム I mean, I'm the CREATOR.                                                              | Sekai no Yane o Utsu Ame no Rizumu      | 12 août 2017          |
| 18 | Nous sommes tous incomplets « Tant que nous sommes vivants, nous devons profiter pleinement de nos vies. »                        | すべて不完全な僕たちは As long as we're alive, we have to enjoy our lives to the fullest.                        | Subete Fukanzen na Bokutachi wa         | 19 août 2017          |
| 19 | Si enveloppé dans la gentillesse « L'histoire continue, tant qu'il y a quelqu'un là-bas, qui croit en mon existence. »            | やさしさに包まれたなら The story continues, as long as there is someone out there, who believes in my existence. | Yasashisa ni Tsutsumareta Nara          | 26 août 2017          |
| 20 | Avant que la réverbération disparaisse « Quelqu'un reçoit le pouvoir de la création, et l'esprit renaît de sa passion. »          | 残響が消えるその前に Somebody receives the power of creation, and the spirit is redeveloped from their passion.  | Zankyō ga Kieru Sono Zen ni             | 2 septembre 2017      |
| 21 | Le monde est pour nous deux « Je t'aime aussi. »                                                                                  | 世界は二人のために I love you too.                                                                               | Sekai wa Futari no Tame ni              | 9 septembre 2017      |
| 22 | Re:CREATORS | レクリエイターズ                                                                                                 | Re:Kurieitāzu                           | 16 septembre 2017     |

#### Programmes spéciaux
- 1er: ENTER THE WORLD OF Re:CREATORS

Date de diffusion: 1er avril 2017
Apparition: Daiki Yamashita, Hiroyuki Sawano, Mikako Komatsu, Inori Minase
- 2e: “Re:CREATORS” Summer tokuban 〜 hi zō joshi-tachi to sugosu hitotoki 〜 (『Re:CREATORS』サマー特番 〜被造女子たちと過ごすひと時〜?)

Date de diffusion: 22 juillet 2017
Apparition: Mikako Komatsu, Inori Minase, Yōko Hikasa
- 3e: “Re: CREATORS” Zoku・Summer tokuban 〜 Natsu-da! Yukata-da! ! Onagokai-da!!!〜 (『Re:CREATORS』続・サマー特番 〜夏だ！浴衣だ!!女子会だ!!!〜?)

Date de diffusion: 5 août 2017

#### Musiques
| Générique                                | Début   | Début       | Début                               | Fin          | Fin                | Fin                                |
| Générique                                | Épisode | Titre       | Artiste                             | Épisode      | Titre              | Artiste                            |
| ---------------------------------------- | ------- | ----------- | ----------------------------------- | ------------ | ------------------ | ---------------------------------- |
| 1                                        | 1 - 12  | gravityWall | SawanoHiroyuki[nZk]:Tielle & Gemie, | 2 - 4 6 - 12 | NEWLOOK            | Mashiro Ayano                      |
| 1                                        | 1 - 12  | gravityWall | SawanoHiroyuki[nZk]:Tielle & Gemie, | 13           | world Étude        | Altaïr (Doublage: Aki Toyosaki)    |
| 2                                        | 14 - 21 | sh0ut       | SawanoHiroyuki[nZk]:Tielle & Gemie, | 14 - 21      | Rubikon (ルビコン) | Sangatsu no Phantasia              |
| 3                                        | —       | —           | —                                   | 22           | gravityWall        | SawanoHiroyuki[nZk]:Tielle & Gemie |
| "—" signifie qu'il n'y a pas de chanson. |         |             |                                     |              |                    |                                    |

Bande-son
L'album de la bande sonore, produit par Hiroyuki Sawano, est sorti le 14 juin 2017 au Japon,.
Toute la musique est composée par Hiroyuki Sawano.
| Re:CREATORS Original Soundtrack - CD1 | Re:CREATORS Original Soundtrack - CD1 | Re:CREATORS Original Soundtrack - CD1 | Re:CREATORS Original Soundtrack - CD1 | Re:CREATORS Original Soundtrack - CD1 | Re:CREATORS Original Soundtrack - CD1 | Re:CREATORS Original Soundtrack - CD1 | Re:CREATORS Original Soundtrack - CD1 | Re:CREATORS Original Soundtrack - CD1 | Re:CREATORS Original Soundtrack - CD1 |
| No                                    | Titre                                 | Paroles                               | Interprète(s)                         | Durée                                 |                                       |                                       |                                       |                                       |                                       |
| ------------------------------------- | ------------------------------------- | ------------------------------------- | ------------------------------------- | ------------------------------------- | ------------------------------------- | ------------------------------------- | ------------------------------------- | ------------------------------------- | ------------------------------------- |
| 1.                                    | God of ink                            | Benjamin & mpi                        | mpi                                   | 4:11                                  |                                       |                                       |                                       |                                       |                                       |
| 2.                                    | rE:CRe@T0RS                           |                                       |                                       | 5:37                                  |                                       |                                       |                                       |                                       |                                       |
| 3.                                    | Re:3$penS                             |                                       |                                       | 4:29                                  |                                       |                                       |                                       |                                       |                                       |
| 4.                                    | 4GL4yu8RE:E                           |                                       |                                       | 4:15                                  |                                       |                                       |                                       |                                       |                                       |
| 5.                                    | Hey39-udn                             |                                       |                                       | 3:59                                  |                                       |                                       |                                       |                                       |                                       |
| 6.                                    | RE:3343                               |                                       |                                       | 2:38                                  |                                       |                                       |                                       |                                       |                                       |
| 7.                                    | HERE I AM                             | cAnON                                 | Gemie                                 | 3:58                                  |                                       |                                       |                                       |                                       |                                       |
| 8.                                    | 2109-a8Ru件                           |                                       |                                       | 3:39                                  |                                       |                                       |                                       |                                       |                                       |
| 9.                                    | AL:Lu                                 | Tielle                                | Eliana                                | 4:12                                  |                                       |                                       |                                       |                                       |                                       |
| 10.                                   | 高度8b6n                              |                                       |                                       | 4:35                                  |                                       |                                       |                                       |                                       |                                       |
| 11.                                   | 8sawOGRE6                             |                                       |                                       | 4:26                                  |                                       |                                       |                                       |                                       |                                       |
| 12.                                   | Layers                                | Benjamin & mpi                        | Aimee Blackschleger                   | 3:46                                  |                                       |                                       |                                       |                                       |                                       |
| 13.                                   | re:pianohi1tars                       |                                       |                                       | 3:27                                  |                                       |                                       |                                       |                                       |                                       |
| 14.                                   | ∞GodMachine                           |                                       |                                       | 4:18                                  |                                       |                                       |                                       |                                       |                                       |
| 15.                                   | ABYSSwaltz                            | Rie                                   | Gemie                                 | 4:14                                  |                                       |                                       |                                       |                                       |                                       |
| 16.                                   | Pf:Creators                           |                                       |                                       | 2:24                                  |                                       |                                       |                                       |                                       |                                       |
| 17.                                   | 音:9RE:eita-zu                        |                                       |                                       | 6:35                                  |                                       |                                       |                                       |                                       |                                       |
| 18.                                   | BRAVE THE OCEAN                       | Benjamin & mpi                        | Eliana                                | 4:26                                  |                                       |                                       |                                       |                                       |                                       |
| 75:09                                 |                                       |                                       |                                       |                                       |                                       |                                       |                                       |                                       |                                       |

| Re:CREATORS Original Soundtrack - CD2 | Re:CREATORS Original Soundtrack - CD2 | Re:CREATORS Original Soundtrack - CD2 | Re:CREATORS Original Soundtrack - CD2 | Re:CREATORS Original Soundtrack - CD2 | Re:CREATORS Original Soundtrack - CD2 | Re:CREATORS Original Soundtrack - CD2 | Re:CREATORS Original Soundtrack - CD2 | Re:CREATORS Original Soundtrack - CD2 | Re:CREATORS Original Soundtrack - CD2 |
| No                                    | Titre                                 | Durée                                 |                                       |                                       |                                       |                                       |                                       |                                       |                                       |
| ------------------------------------- | ------------------------------------- | ------------------------------------- | ------------------------------------- | ------------------------------------- | ------------------------------------- | ------------------------------------- | ------------------------------------- | ------------------------------------- | ------------------------------------- |
| 1.                                    | E:verydaytor1                         | 5:50                                  |                                       |                                       |                                       |                                       |                                       |                                       |                                       |
| 2.                                    | Pf:CreatorsII                         | 2:23                                  |                                       |                                       |                                       |                                       |                                       |                                       |                                       |
| 3.                                    | E:verydaytor2                         | 3:56                                  |                                       |                                       |                                       |                                       |                                       |                                       |                                       |
| 4.                                    | Pf:CreatorsIII                        | 1:58                                  |                                       |                                       |                                       |                                       |                                       |                                       |                                       |
| 5.                                    | SawElephant4ゅ                        | 4:03                                  |                                       |                                       |                                       |                                       |                                       |                                       |                                       |
| 6.                                    | Pf:CreatorsIV                         | 2:58                                  |                                       |                                       |                                       |                                       |                                       |                                       |                                       |
| 7.                                    | E:verydaytor3                         | 5:54                                  |                                       |                                       |                                       |                                       |                                       |                                       |                                       |
| 8.                                    | Pf:CreatorsV                          | 2:11                                  |                                       |                                       |                                       |                                       |                                       |                                       |                                       |
| 9.                                    | God々-ground2SAY310                   | 4:33                                  |                                       |                                       |                                       |                                       |                                       |                                       |                                       |
| 10.                                   | Pf:CreatorsVI                         | 2:31                                  |                                       |                                       |                                       |                                       |                                       |                                       |                                       |
| 11.                                   | E:verydaytor4                         | 5:38                                  |                                       |                                       |                                       |                                       |                                       |                                       |                                       |
| 12.                                   | ○DA-world2HEN火90                     | 1:36                                  |                                       |                                       |                                       |                                       |                                       |                                       |                                       |
| 13.                                   | God of ink <RE:Instrumental>          | 4:11                                  |                                       |                                       |                                       |                                       |                                       |                                       |                                       |
| 14.                                   | HERE I AM <RE:Instrumental>           | 3:56                                  |                                       |                                       |                                       |                                       |                                       |                                       |                                       |
| 15.                                   | Layers <RE:Instrumental>              | 3:44                                  |                                       |                                       |                                       |                                       |                                       |                                       |                                       |
| 16.                                   | BRAVE THE OCEAN <RE:Instrumental>     | 4:24                                  |                                       |                                       |                                       |                                       |                                       |                                       |                                       |
| 59:46                                 |                                       |                                       |                                       |                                       |                                       |                                       |                                       |                                       |                                       |

## Accueil
La série a été nommée dans les catégories « Meilleur CGI » et « Meilleure musique » pour les Anime Awards 2017 de Crunchyroll,. En avril 2018, Re:CREATORS a été nommée dans la catégorie « Media » pour le 49e prix Seiun,.

### Sources
1. ↑  (ja) « 広江礼威×あおきえい、新作オリジナルTVアニメ『ReCREATORS』始動 », sur mynavi.jp (consulté le 27 août 2017)
2. ↑  (ja) « 「そうだ アニメ，見よう」第28回は広江礼威氏とあおきえい氏がタッグを組んだ「Re:CREATORS（レクリエイターズ）」 », sur 4gamer.net, Aetas株式会社,‎ 11 mai 2017 (consulté le 27 août 2017)
3. ↑  « L'anime Re:Creators, en Teaser Vidéo », sur adala-news, 29 décembre 2016 (consulté le 26 avril 2017)
4. 1 2  (ja) « ON AIR », sur SITE OFFICIEL (consulté le 26 avril 2017)
5. 1 2 3  (en) « Re:Creators anime Gets Spinoff Manga in Monthly Shōnen Sunday », sur Anime News Network, 8 avril 2017 (consulté le 26 avril 2017)
6. 1 2  (ja) « Re:CREATORS NAKED NOVEL », sur sunday-webry.com, Shōgakukan (consulté le 27 août 2017)
7. 1 2  (en) « Rei Hiroe's Re:Creators anime Gets Manga Adaptation », sur Anime News Network, 19 janvier 2017 (consulté le 26 avril 2017)
8. 1 2 3 4 5 6 7 8 9 10 11  (en) « Re:Creators Original anime Reveals 2nd Promo Video, Main Cast, Theme Song Artists », sur Anime News Network, 10 février 2017 (consulté le 26 avril 2017)
9. 1 2 3 4 5 6 7 8 9 10 11 12 13 14 15 16 17 18 19 20  (ja) « STAFF&CAST », sur Site officiel (consulté le 26 avril 2017)
10. ↑  (ja) « 水篠 颯太 », sur Site officiel (consulté le 12 juin 2017)
11. ↑  (ja) « セレジア・ユピティリア », sur Site officiel (consulté le 12 juin 2017)
12. ↑  (ja) « メテオラ・ エスターライヒ », sur Site officiel (consulté le 12 juin 2017)
13. ↑  (ja) « アルタイル (軍服の姫君) », sur Site officiel (consulté le 12 juin 2017)
14. ↑  (ja) « アリステリア・フェブラリィ », sur Site officiel (consulté le 12 juin 2017)
15. ↑  (ja) « 煌樹 まみか », sur Site officiel (consulté le 12 juin 2017)
16. ↑  (ja) « 弥勒寺 優夜 », sur Site officiel (consulté le 12 juin 2017)
17. ↑  (ja) « 鹿屋 瑠偉 », sur Site officiel (consulté le 12 juin 2017)
18. ↑  (ja) « 築城院 真鍳 », sur Site officiel (consulté le 12 juin 2017)
19. ↑  (ja) « ブリッツ・トーカー », sur Site officiel (consulté le 12 juin 2017)
20. ↑  (ja) « 星河ひかゆ », sur Site officiel (consulté le 15 juillet 2017)
21. ↑  (ja) « 白亜翔 », sur Site officiel (consulté le 15 juillet 2017)
22. ↑  (ja) « エリナ・トーカー », sur Site officiel (consulté le 15 juillet 2017)
23. ↑  (ja) « カロン・セイガ », sur Site officiel (consulté le 15 juillet 2017)
24. ↑  (ja) « 松原 祟 », sur Site officiel (consulté le 12 juin 2017)
25. ↑  (ja) « まりね », sur Site officiel (consulté le 12 juin 2017)
26. ↑  (ja) « 中乃鐘 昌明 », sur Site officiel (consulté le 12 juin 2017)
27. ↑  (ja) « 八頭司 遼 », sur Site officiel (consulté le 24 juin 2017)
28. ↑  (ja) « 駿河 駿馬 », sur Site officiel (consulté le 12 juin 2017)
29. ↑  (ja) « 八頭司 遼 », sur Site officiel (consulté le 12 juin 2017)
30. ↑  (ja) « シマザキ セツナ », sur Site officiel (consulté le 24 juin 2017)
31. ↑  (ja) « 大西にしお », sur Site officiel (consulté le 15 juillet 2017)
32. ↑  (ja) « 菊地原 亜希 », sur Site officiel (consulté le 12 juin 2017)
33. ↑  (ja) « 「BLACK LAGOON」次号のGXで連載再開、「Re:CREATORS」マンガ版は今号開幕 », sur natalie.mu,‎ 19 avril 2017 (consulté le 7 novembre 2019)
34. ↑  (ja) « 「Re:CREATORS」コミカライズ版1巻＆ノベライズ版上巻、8月発売 », sur natalie.mu,‎ 9 juillet 2017 (consulté le 7 novembre 2019)
35. ↑  (en) Rafael Antonio Pineda, « Re:CREATORS Manga Ends in 6th Volume : Manga based on original anime launched in April 2017 », sur Anime News Network, 7 novembre 2019 (consulté le 7 novembre 2019)
36. ↑  (en) « Re:Creators One More! Manga Ends in November », sur Anime News Network, 12 octobre 2017 (consulté le 13 octobre 2017)
37. ↑  (ja) « 「Re:CREATORS」マンガ版＆スピンオフ3冊同発、築城院さんとデートもできる », sur natalie.mu,‎ 19 décembre 2017 (consulté le 13 septembre 2018)
38. ↑  (ja) SundayGX (@SundayGX), « 『Re:CREATORS』新スピンオフ漫画の主人公は……築城院真鍳！ », sur Twitter,‎ 4 août 2017 (consulté le 19 juin 2018)
39. ↑  (en) « Re:Creators Spinoff Manga About Magane Launches », sur Anime News Network, 5 août 2017 (consulté le 6 août 2017)
40. ↑  (en) « Re:CREATORS Spinoff Manga About Magane Listed With 1 Volume », sur Anime News Network, 22 octobre 2017 (consulté le 22 octobre 2017)
41. ↑  (ja) « Re:CREATORS NAKED », sur sunday-webry.com, Shōgakukan (consulté le 27 août 2017)
42. ↑  (en) « Rei Hiroe Resumes Black Lagoon Manga in Spring, Works on Original Anime », sur Anime News Network, 16 décembre 2016 (consulté le 26 avril 2017)
43. ↑  (en) « Re:Creators Original anime Premieres on April 8 », sur Anime News Network, 17 mars 2017 (consulté le 16 avril 2017)
44. ↑  (ja) « Re:CREATORS - TOKYO MX », sur Tokyo MX (consulté le 26 avril 2017)
45. ↑  (en) « Re:Creators Original anime Reveals 3rd Promo Video, More Cast », sur Anime News Network, 19 mars 2017 (consulté le 26 avril 2017)
46. ↑  (ja) « STORY », sur Site officiel (consulté le 8 juillet 2017)
47. ↑  (ja) « 4月8日(土)より全22話にて放送開始！３本の特別番組の放送も決定 », sur Site officiel,‎ 19 mars 2017 (consulté le 26 juillet 2017)
48. ↑  (ja) « 次週、特番第2弾放送！番組タイトルも公開 », sur Site officiel,‎ 15 juillet 2017 (consulté le 26 juillet 2017)
49. ↑  (ja) TVアニメ“Re:CREATORS”公式 (@recreators_tv), « TVアニメ“Re:CREATORS”公式の2017年7月21日のツイート », sur Twitter,‎ 22 juillet 2017 (consulté le 26 juillet 2017)
50. ↑  (ja) « MUSIC », sur Site officiel (consulté le 26 avril 2017)
51. ↑  (en) « Re:Creators anime Reveals New Theme Song Artists », sur Anime News Network, 8 juin 2017 (consulté le 26 avril 2017)
52. ↑  (ja) « OP1 », sur Site officiel (consulté le 26 avril 2017)
53. ↑  (ja) « OP2 », sur Site officiel (consulté le 26 avril 2017)
54. ↑  (ja) « ED », sur Site officiel (consulté le 26 avril 2017)
55. ↑  (ja) « ED2 », sur Site officiel (consulté le 26 avril 2017)
56. ↑  (en) « Re:CREATORS Original Soundtrack », sur vgmdb.net (consulté le 21 mai 2017)
57. ↑  (ja) « Re:CREATORS Original Soundtrack », sur Site officiel (consulté le 21 mai 2017)
58. ↑  GoToon, « Crunchyroll Anime Awards 2018 : les résultats ! : Le palmarès complet », sur Crunchyroll, 25 février 2018 (consulté le 25 février 2018)
59. ↑  (en) Crunchyroll (@Crunchyroll), « Compilation of all of Anime Awards' winners », sur Twitter, 24 février 2018 (consulté le 25 février 2018)
60. ↑  (en) Karen Ressler, « Kemono Friends, Re:Creators, ID-0, KADO - The Right Answer Nominated for Seiun Sci-Fi Awards : Comic nominations include 7SEEDS, Inuyashiki, And Yet the Town Moves, Hakubo no Chronicle », sur Anime News Network, 27 avril 2018 (consulté le 28 avril 2018)
61. ↑  (ja) « 2018年 第49回星雲賞 », sur Prix Seiun (consulté le 28 avril 2018)

### Œuvres
Édition japonaise
Manga
Re:CREATORS
1. 1 2  (ja) « Ｒｅ：ＣＲＥＡＴＯＲＳ　１ », sur Shōgakukan (consulté le 6 août 2017)
2. 1 2  (ja) « Ｒｅ：ＣＲＥＡＴＯＲＳ　２ », sur Shōgakukan (consulté le 28 novembre 2017)
3. 1 2  (ja) « Ｒｅ：ＣＲＥＡＴＯＲＳ　３ », sur Shōgakukan (consulté le 19 juin 2018)
4. 1 2  (ja) « Ｒｅ：ＣＲＥＡＴＯＲＳ　４ », sur Shōgakukan (consulté le 7 novembre 2019)
5. 1 2  (ja) « Ｒｅ：ＣＲＥＡＴＯＲＳ　４　イラストカード付き限定版 », sur Shōgakukan (consulté le 7 novembre 2019)
6. 1 2  (ja) « Ｒｅ：ＣＲＥＡＴＯＲＳ　５ », sur Shōgakukan (consulté le 7 novembre 2019)
7. 1 2  (ja) « Ｒｅ：ＣＲＥＡＴＯＲＳ　６ », sur Shōgakukan (consulté le 7 novembre 2019)

Re:CREATORS One More!
1. 1 2  (ja) « Ｒｅ：ＣＲＥＡＴＯＲＳわんもあ！ », sur Shōgakukan (consulté le 28 novembre 2017)

Chikujōin-san Hashagisugi
1. 1 2  (ja) « 築城院さんハシャギ過ぎ　１ », sur Shōgakukan (consulté le 28 novembre 2017)

Romans
Re:CREATORS NAKED
1. 1 2  (ja) « Ｒｅ：ＣＲＥＡＴＯＲＳ　ＮＡＫＥＤ　１ », sur Shōgakukan (consulté le 27 août 2017)
2. 1 2  (ja) « Ｒｅ：ＣＲＥＡＴＯＲＳ　ＮＡＫＥＤ　２ », sur Shōgakukan (consulté le 13 octobre 2017)

Re:CREATORS
1. 1 2  (ja) « レクリエイターズ　上 », sur Shōgakukan (consulté le 27 août 2017)
2. 1 2  (ja) « レクリエイターズ　下 », sur Shōgakukan (consulté le 13 octobre 2017)